# سوپرمارین اس.۴
سوپرمارین اس. ۴ (به انگلیسی: Supermarine_S.4) یک هواگرد ملخ‌پیشین تک‌موتوره از نوع دریایی ساخت شرکت Supermarine است. هواگرد سوپرمارین اس. ۴ نخستین پروازش را در ۲۴ اوت ۱۹۲۵ میلادی انجام داد. این هواگرد در سال ۱۹۲۵ میلادی رسماً معرفی گردید. در مجموع، تعداد ۱ فروند از این هواگرد ساخته شده‌است.
طراح این هواگرد، Reginald Mitchell بود.